# Legislación sobre derechos LGBT en el mundo

Derechos LGBT en las Naciones Unidas
Estados que han firmado una declaración de la Asamblea General sobre derechos LGBT o patrocinado la resolución de 2011 sobre los derechos LGBT del Consejo de Derechos Humanos (96 miembros)
Estados que firmaron una declaración de 2008 en contra de los derechos LGBT (inicialmente 57 miembros, ahora 54 miembros)
Estados que, en lo que respecta a la ONU, no han expresado ni apoyo oficial ni oposición a los derechos LGBT (44 miembros)
Estado miembro subsecuente (Sudán del Sur, que no fue miembro de las Naciones Unidas en 2008)
Estados que no son miembros con derecho a voto de las Naciones Unidas

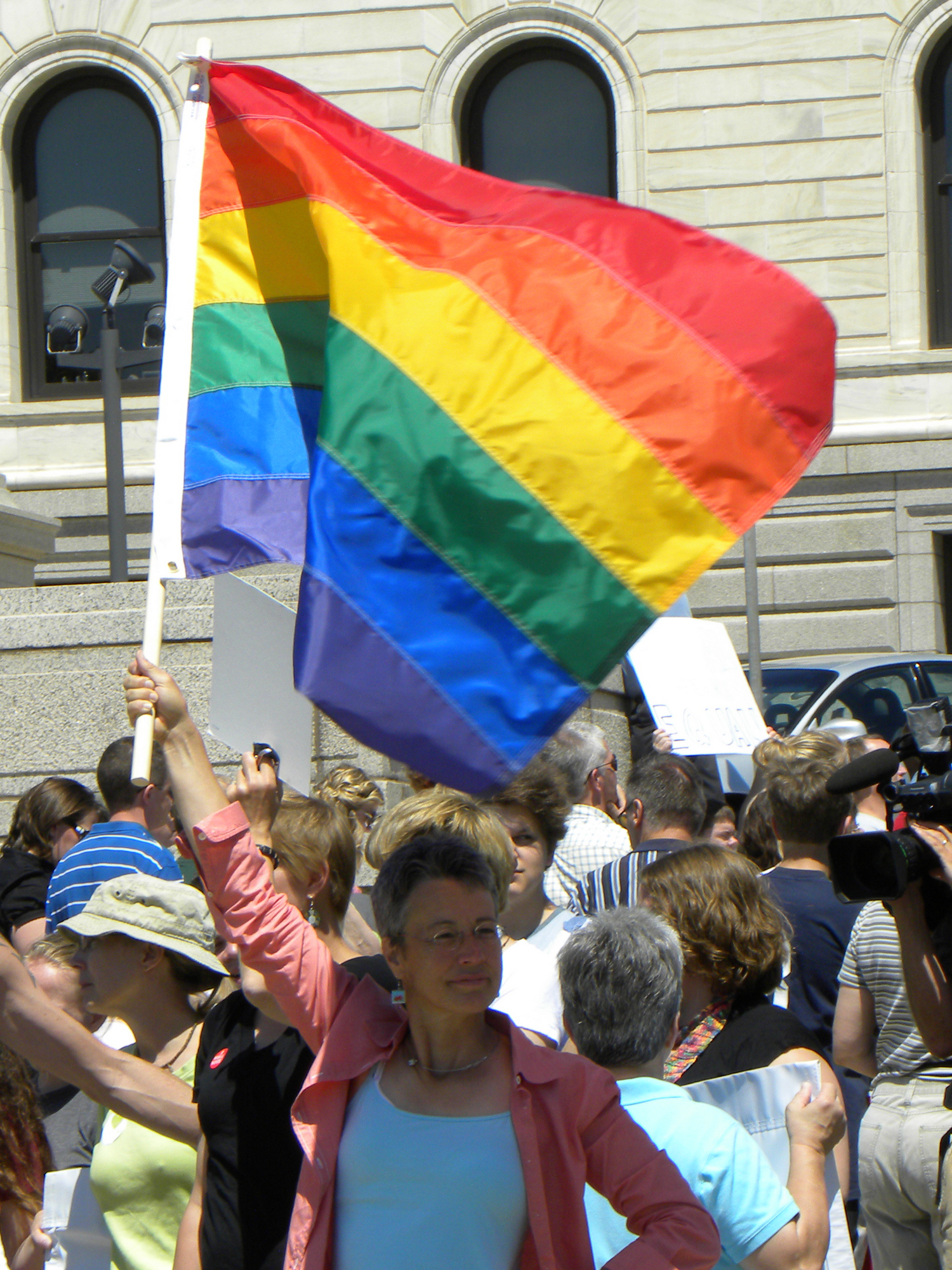
Marcha por la igualdad de derechos de las personas LGBT en Saint Paul (Minnesota) en 2010.

Las leyes que afectan a las personas lesbianas, gais, bisexuales y transgénero (LGBT) varían bastante según el país o territorio. Desde el reconocimiento legal de la identidad de género basado en la autopercepción hasta la criminalización de la expresión de género en el caso de las personas trans o, a partir del reconocimiento del matrimonio entre personas del mismo sexo o de otros tipos de uniones y hasta la pena de muerte como castigo por la actividad romántica/sexual entre personas del mismo sexo.
Los derechos LGBT son considerados derechos humanos por parte de Amnistía Internacional y Human Rights Watch. Las leyes sobre derechos LGBT incluyen, pero no se limitan a lo siguiente:
- Derogar las leyes que tipifican como delito las relaciones sexuales consentidas entre personas del mismo sexo (despenalización de la homosexualidad).
- Reconocimiento gubernamental de las relaciones entre personas del mismo sexo (como el matrimonio entre personas del mismo sexo o uniones similares).
- Permitir la adopción homoparental.
- Reconocimiento de la familia homoparental.
- Leyes contra la discriminación, que incluyan como categorías protegidas la orientación sexual, la identidad de género y/o expresión de género (en particular en el lugar de trabajo, el acceso a los bienes y servicios, la vivienda y la atención de la salud).
- Legislación contra el acoso escolar y de no discriminación para proteger a niños y estudiantes LGBT.
- Prohibir las "terapias reparadoras o de conversión" que intentan cambiar o reprimir la orientación sexual, la identidad de género y la expresión de género de una persona, en particular en menores de edad.
- Derechos migratorios para parejas del mismo sexo.
- Legislación contra delitos de odio y el discurso de odio que proporcionen sanciones penales por la violencia y la incitación a la discriminación motivada por prejuicios contra personas LGBT.
- Igualdad en la edad de consentimiento sexual.
- Acceso igualitario a las técnicas de reproducción asistida.
- Reconocer la Autodeterminación del género a las personas transgénero, para acceder a la modificación legal de su identidad (nombre y sexo registral) en documentos oficiales.
- Acceso a la Cirugía de afirmación de género y terapia de afirmación de género para personas trans.
- Reconocimiento legal y adaptación en documentos oficiales del género reasignado a personas transexuales.
- Permitir a personas LGBT servir abiertamente en las fuerzas armadas.
- Permitir que personas que tienen sexo con alguien de su mismo sexo y personas transgénero puedan donar sangre.

En 2011, el Consejo de Derechos Humanos de las Naciones Unidas aprobó su primera resolución histórica que reconoce los derechos de las personas LGBT, que fue seguida de un informe que documenta las violaciones de los derechos humanos basadas en la orientación sexual y la identidad de género. A raíz del informe, se instó a todos los países que aún no lo habían hecho a promulgar leyes que protejan los derechos básicos de personas LGBT. En 2014 fue aprobada la segunda resolución para combatir la violencia y la discriminación por orientación sexual y la identidad de género. En 2016 fue aprobada la tercera resolución, sobre protección contra la violencia y la discriminación, que ordena el nombramiento de un Experto Independiente sobre orientación sexual e identidad de género. En 2017 se aprueba otra resolución instando a los Estados que todavía no han abolido la pena de muerte a velar porque esta no se imponga como sanción por determinadas formas de conducta, como las relaciones homosexuales consentidas.
Hasta junio de 2024, 39 países, la mayoría de ellos ubicados en América y Europa, reconocen el matrimonio entre personas del mismo sexo. Estos son: Alemania, Andorra, Argentina, Australia, Austria, Bélgica, Brasil, Canadá, Chile, Colombia, Costa Rica, Cuba, Dinamarca, Ecuador, Eslovenia, España, Estados Unidos, Estonia, Finlandia, Francia, Grecia, Islandia, Irlanda, Liechtenstein, Luxemburgo, Malta, México, Nepal, Noruega, Nueva Zelanda, Países Bajos,  Portugal, Reino Unido, Sudáfrica, Suecia, Suiza, Tailandia, Taiwán y Uruguay. El 28 de junio de 2023, el Tribunal Supremo de Nepal ordenó el registro de matrimonios entre parejas del mismo sexo hasta que se modifique la ley existente. Las leyes en Estonia y Grecia entraron en vigor el 1 de enero y el 16 de febrero de 2024, respectivamente. La ley entra en vigencia el 1 de enero de 2025 en Liechtenstein y en Tailandia la entrada en vigencia se encuentra pendiente por determinar.
Hasta marzo de 2025, 63 países (62 mediante disposiciones explícitas de la ley, 1 de facto) y tres jurisdicciones subnacionales tienen leyes que penalizan los actos sexuales consensuales entre adultos del mismo sexo. En 2006 ese número era 92. Actualmente, 9 países establecen una edad de consentimiento sexual desigual.
Hasta marzo del 2024 existe plena certeza jurídica de que la pena de muerte es el castigo prescrito por ley para los actos sexuales consensuales entre personas del mismo sexo en siete (7) Estados miembros de Naciones Unidas, a saber: Arabia Saudita, Brunéi, Irán, Mauritania, Nigeria (12 estados del Norte únicamente), Uganda y Yemen. También hay otros cinco (5) Estados miembros de Naciones Unidas en los que ciertas fuentes indican que se podría imponer la pena de muerte por actos sexuales consensuales entre personas del mismo sexo, pero en los que hay menos certeza jurídica al respecto. Esos países son Afganistán, Catar, Emiratos Árabes Unidos, Pakistán y Somalia (incluida Somalilandia). 
Existen países que criminalizan de manera expresa la identidad o el comportamiento de las personas transgénero, prohibiendo explícitamente "hacerse pasar" por el sexo opuesto y, por ende, penalizando la existencia de las personas trans. Estos países son: Brunéi, Gambia, Indonesia, Irak, Jordania, el Líbano, Malaui, Malasia, Nigeria, Omán, Sudán del Sur, Tonga, y los Emiratos Árabes Unidos.

## Tendencias históricas occidentales
En la historia contemporánea de los países occidentales, los mayores cambios legales respecto de la homosexualidad se producen a partir de la década de 1970. El origen de estos cambios se encuentra dentro del marco general de lucha en defensa de las libertades civiles que se produce en Estados Unidos y en el mayo del 68 francés. La consecución de la igualdad, de derecho y de hecho, para las personas homosexuales se encuentra emparentada con otras reivindicaciones igualitarias, como las luchas feministas o las luchas contra la discriminación racial. La revuelta de los clientes del Stonewall Inn, en Manhattan, el 27 de junio de 1969, contra una brutal operación policial, se considera un hito fundacional de la liberación homosexual. A partir de este acontecimiento, se van a consolidar distintas agrupaciones LGTB con el objeto de promocionar la visibilidad de la homosexualidad, combatir la homofobia y exigir legislaciones igualitarias. Dentro de occidente, la presión igualitaria ejercida por estos colectivos va a ir fraguando éxitos legales parciales y casi nunca exentos de polémica. El derecho al matrimonio entre personas del mismo sexo o la penalización de comportamientos homofóbicos en algunos estados son algunos de estos objetivos alcanzados por el movimiento LGTB. Otros hechos, como la disminución de la discriminación laboral y política de homosexuales, bisexuales, transgénero y transexuales se cuenta en el haber de estos grupos, aunque tales objetivos no siempre vengan avalados por cambios legislativos, sino de aceptación social. La extensión de estos logros en occidente es parcial. Y reivindicaciones consideradas cruciales por algunos movimientos LGTB, como el derecho de adopción por parte de parejas o matrimonios homosexuales (o derechos referidos a las personas transexuales), no se han alcanzado o se han alcanzado parcialmente. Por otra parte, la conceptualización de la «homosexualidad entre pares», originada por este movimiento, va a ser mayoritariamente adoptada como seña de identidad por los homosexuales occidentales, va a tener un peso específico en las reivindicaciones igualitarias y estrategias de lucha en otras sociedades.

## Marco legislativo internacional

### Derechos LGBT en las Naciones Unidas
La ONU ha establecido principios internacionales respecto de la homosexualidad, vinculantes para los países miembros. Este el caso de los Principios de Yogyakarta, que extienden explícitamente la Declaración Universal de los Derechos Humanos a las personas homosexuales, bisexuales, transexuales y transgénero, cuyos derechos ya estaban incluidos implícitamente en el artículo segundo de la mencionada Declaración Universal bajo los genéricos «o de cualquier otra índole» y «o cualquier otra condición»:

Toda persona tiene los derechos y libertades proclamados en esta Declaración, sin distinción alguna de raza, color, sexo, idioma, religión, opinión política o de cualquier otra índole, origen nacional o social, posición económica, nacimiento o cualquier otra condición.
 Declaración Universal de los Derechos Humanos

Previamente, en 1994, el Comité de Derechos Humanos de Naciones Unidas dictaminó que la prohibición y consecuente penalización de los comportamientos homosexuales vulneraban los derechos a la privacidad y no discriminación.

Finalmente, algunas organizaciones de peso específico en derechos humanos, como Amnistía Internacional o Human Rights Watch trabajan regularmente en la desaparición de la discriminación por motivos de orientación sexual o de género.
Resoluciones y declaraciones
Las discusiones sobre los derechos LGBT en la Organización de las Naciones Unidas (ONU), han incluido resoluciones y declaraciones conjuntas sobre la orientación sexual y la identidad de género presentadas por los Estados miembros de las Naciones Unidas, en la Asamblea General y en el Consejo de Derechos Humanos (CDH).
En diciembre de 2006, Noruega presentó una declaración conjunta sobre violaciones de derechos humanos basadas en orientación sexual y la identidad de género, al Consejo de Derechos Humanos en nombre de 54 estados.
En diciembre de 2008, en nombre de 66 estados, Francia y los Países Bajos presentaron una declaración conjunta que llama a despenalizar la homosexualidad en el mundo y condena los abusos a los derechos humanos de las personas LGBT. La declaración, no vinculante, fue leída por el representante de Argentina el 18 de diciembre de 2008 en una sesión plenaria, siendo la primera declaración sobre los derechos LGBT leída en la Asamblea General.
El apoyo a la iniciativa incluyó la firma de todos los países miembros de la Unión Europea, la mayoría de países de América Latina, algunos países de África, además de Israel, Japón, Nepal, Timor Oriental, Australia y Nueva Zelanda. Aunque en el primer momento Estados Unidos no firmó la declaración, la administración de Obama anunció la firma en marzo de 2009.
Una declaración en contra, leída el mismo día por el representante de Siria, fue apoyada por 57 estados inicialmente, en su mayoría países de África y Asia. El documento opuesto, dirigido por la Organización de la Conferencia Islámica, sostuvo que la declaración "se inmiscuye en materias que están esencialmente en la jurisdicción local de los estados" y podría conducir a "la normalización social, y posiblemente a la legitimación de muchos actos deplorables, incluyendo la pedofilia".
El 17 de junio de 2011, Sudáfrica encabezó una resolución en el CDH solicitando que el Alto Comisionado de las Naciones Unidas para los Derechos Humanos elaborare un informe "documentando leyes y prácticas discriminatorias y actos de violencia contra los individuos basados en su orientación sexual e identidad de género". La resolución fue aprobada por 23 votos a favor y 19 en contra, y tres abstenciones. Esta es la primera vez que un organismo de la ONU aprueba una resolución en la que se afirman los derechos de las personas LGBT.
En septiembre de 2014, el CDH adoptó una segunda resolución liderada por Brasil, Chile, Colombia y Uruguay, relacionada con la orientación sexual y la identidad de género, siendo aprobada por 25 votos a favor, 14 en contra, y 7 abstenciones. Entre otras cosas, en la resolución se pide un informe de la Oficina del Alto Comisionado para los Derechos Humanos, sobre las mejores prácticas y formas de superar la violencia y combatir la discriminación basada en la orientación sexual o la identidad de género.
En junio de 2016, el CDH aprobó una tercera resolución para designar un "Experto Independiente sobre orientación sexual e identidad de género" para encontrar las causas de la violencia y la discriminación contra las personas debido a su identidad de género y orientación sexual, y discutir con los gobiernos sobre cómo proteger a esas personas. La resolución, aprobada por 23 votos a favor, 18 en contra y 6 abstenciones, fue presentada por Argentina, Brasil, Chile, Colombia, Costa Rica, México y Uruguay. En septiembre de 2016, fue designado como experto independiente, por un periodo de tres años, el profesor tailandés de derecho internacional, Vitit Muntarbhorn.
En septiembre de 2017, el Consejo de Derechos Humanos de Naciones Unidas aprobó una resolución en contra de la pena de muerte condenando su aplicación cuando no es garantista y supone una violación de derechos humanos fundamentales, siendo la primera vez que incluye una referencia a las relaciones consensuadas entre personas del mismo sexo. La resolución, aprobada con 27 votos a favor, 13 en contra y 7 abstenciones, fue presentada por Bélgica, Benín, Costa Rica, Francia, México, Moldavia, Mongolia y Suiza.
En diciembre de 2017, fue designado como nuevo experto independiente de las Naciones Unidas sobre Orientación Sexual e Identidad de Género el costarricense Víctor Madrigal-Borloz, luego de que su predecesor dimitiera por motivos de salud tras un año en el cargo. En julio de 2019, el mandato se renovó en virtud de la resolución 41/18. En julio de 2022, el Consejo de Derechos Humanos de las Naciones Unidas (CDH) adoptó una resolución para renovar el mandato del experto por tres años más. La resolución fue adoptada con 23 votos a favor, 17  en contra y 7 abstenciones.

### Marco legislativo en la Unión Europea

#### Carta de los Derechos Fundamentales de la Unión Europea
En el año 2000, el Parlamento Europeo, el Consejo y la Comisión aprobaron y proclamaron la "Carta de los Derechos Fundamentales de la Unión Europea", que en su artículo 21 del Título III (3) sobre el «Derecho de no discriminación», censura legalmente la discriminación por motivos de orientación sexual:

Art.21 del Título III:
Se prohíbe toda discriminación, y en particular la ejercida por razón de sexo, raza, color, orígenes étnicos o sociales, características genéticas, lengua, religión o convicciones, opiniones políticas o de cualquier otro tipo, pertenencia a una minoría nacional, patrimonio, nacimiento, discapacidad, edad u orientación sexual.
 Carta de Derechos Fundamentales de la Unión Europea

Este mismo documento, sin embargo, establece en su noveno artículo que la legislación matrimonial es privativa de cada uno de los Estados miembros, por lo que la posibilidad de matrimonio entre personas del mismo sexo se regula en los marcos jurídicos estatales/nacionales y no en el marco jurídico comunitario:

Se garantizan el derecho a contraer matrimonio y el derecho a fundar una familia según las leyes nacionales que regulen su ejercicio.
 Carta de Derechos Fundamentales de la Unión Europea

## Sobre la actividad sexual entre personas del mismo sexo

Despenalización de la homosexualidad por país o territorio
1791–1850
1850–1945
1946–1989
1990–presente
Fecha desconocida de legalización de las relaciones sexuales entre personas del mismo sexo
Relaciones sexuales entre personas del mismo sexo siempre legales
Relaciones sexuales entre personas del mismo sexo son ilegales

Hasta marzo de 2025, existen 132 estados, (130 Estados miembros de las Naciones Unidas, más Taiwán y Kosovo), donde no existen leyes que criminalicen las relaciones sexuales consensuales entre personas adultas del mismo sexo en privado. Por otro lado, 63 países aún criminalizan a nivel nacional, por ley o de facto, las relaciones sexuales consentidas entre personas del mismo sexo; en 40 de éstos estados la ley se aplica tanto a varones como a mujeres. Además, tres jurisdicciones subnacionales pertenecientes a otros dos estados, tienen leyes que penalizan la homosexualidad: las provincias de Aceh y Sumatra Meridional en Indonesia, y la Franja de Gaza en Palestina.
Algunos países han penalizado la homosexualidad en años recientes, por primera vez en su historia Chad en 2017, Irak (de jure) y Mali en 2024 y, por segunda vez Trinidad y Tobago en marzo de 2025. Asimismo, en Burkina Faso y Níger leyes propuestas para penalizar la homosexualidad se encuentran pendientes de ser publicadas.
Por el contrario, los últimos países en despenalizar la homosexualidad son los siguientes: Antigua y Barbuda, San Cristóbal y Nieves, Singapur y Barbados durante 2022, Mauricio y las Islas Cook (estado autónomo libre asociado con Nueva Zelanda) en 2023 y, durante 2024 en Dominica y Namibia.
En Egipto las relaciones sexuales entre personas del mismo sexo son de facto ilegales. La ley egipcia no prohíbe específicamente la homosexualidad, pero bajo las leyes morales el castigo puede ser de hasta 17 años de prisión con trabajos forzados y multas. Los cargos contra las personas gays, lesbianas, bisexuales y transgénero son por "libertinaje e incitación al libertinaje", siendo los procesados acusados y enjuiciados regularmente por prácticas inmorales. En el Líbano, el artículo 534 del Código Penal vigente establece penas de hasta 1 año de prisión por «actos sexuales contrarios al orden natural», sin embargo, en los últimos años distintos fallos judiciales han establecido que tal artículo no aplica a relaciones homosexuales, sentando jurisprudencia contra la criminalización de la homosexualidad.
La situación legal es incierta en ciertos países y territorios. En Rusia, desde febrero de 2017, ha sido denunciada una brutal campaña de persecución y represión, por parte de las autoridades locales de la República semi-autónoma de Chechenia, contra hombres gays y bisexuales que han sido secuestrados e ilegalmente detenidos en campos de concentración donde han sido acorralados, torturados y hasta asesinados debido a su orientación sexual sospechosa.

### Pena de muerte
Existen diferentes versiones sobre cómo se aplica la pena de muerte para los actos sexuales consensuales entre personas adultas del mismo sexo en el mundo. De acuerdo a la Base de Datos de la Asociación Internacional de Lesbianas, Gays, Bisexuales, Trans e Intersex (ILGA), publicada en 2023, la pena de muerte por actos sexuales consensuales entre personas del mismo sexo está permitida legalmente en 7 países a nivel mundial. En otros 5 países no existe la certeza legal pero existe incertidumbre sobre su aplicación.
| País           | Año   | Pena de muerte | Marco legal |
| -------------- | ----- | --- | --- |
| Arabia Saudita | 2001  | Sí. La pena de muerte es uno de los múltiples castigos posibles por el delito de liwat (sodomía) bajo la ley islámica. | En Arabia Saudita no existe un Derecho Penal codificado. La Constitución de 1992 defiende la primacía del Corán y la Sunna como base de la ley, mientras que el artículo 1 de la Ley de Procesamiento Penal (2001) establece que los tribunales "aplicarán los principios de la Sharía a los casos que se les presenten, tal y como se derivan del Corán y la Sunna". El sistema jurídico se basa en gran medida en la primacía de una interpretación wahabí de la ley de la Sharía. Los imanes de la escuela de pensamiento hanbalí el cual predomina en la jurisprudencia de Arabia Saudita, han determinado que la sodomía debe ser tratada y castigada con la muerte por lapidación. |
| Brunéi         | 2013  | Sí. Artículo 82 del Código Penal de la Sharía. | Brunéi cuenta con un sistema jurídico híbrido, en el que el derecho común y la ley de la Sharía se aplican en paralelo. Según el artículo 82 del Decreto del Código Penal de la Syariah (2013), se puede imponer la pena de muerte por actos de liwat (sodomía). |
| Irán           | 2013  | Sí. La pena de muerte es la pena legalmente impuesta para varios delitos relacionados con actos sexuales consensuales entre personas adultas del mismo sexo. | Varias disposiciones del Código Penal Islámico de Irán (2013) imponen la pena de muerte, prisión o flagelación por diferentes delitos relacionados con actos sexuales consensuales entre personas adultas del mismo sexo. Los artículos relacionados son: 233, 234, 235, 236, 237, 238 y 239. |
| Mauritania     | 1983  | Sí. Los "actos indecentes" y los "actos contra natura" cometidos por cualquier hombre musulmán adulto con otro hombre, se castigan con la muerte por lapidación pública. | Según el Código Penal (1983) basado en la Sharía, los actos sexuales consentidos entre personas del mismo sexo están tipificados como "actos de indecencia" o "actos contra natura" con una persona del mismo sexo. Según el artículo 308 del Código, los hombres pueden ser castigados con la pena de muerte por lapidación pública. A pesar de que la pena de muerte sigue siendo parte de las normas legales del país, funcionarios mauritanos han declarado ante las Naciones Unidas que existe una moratoria de facto de las ejecuciones desde 1987. |
| Nigeria        | Varía | Sí. La pena de muerte se encuentra legalmente mandatada en 12 estados. | El derecho penal de Nigeria está compuesto por varios marcos jurídicos diferentes: derecho federal, estatal y el consuetudinario o religioso desempeñan distintos papeles en la criminalización de los actos sexuales consensuales entre personas del mismo sexo. Según ILGA, 12 estados del Norte (Bauchi, Borno, Gombe, Jigawa, Kaduna, Kano, Katsina, Kebbi, Níger, Sokoto, Yobe y Zamfara) han adoptado Códigos Penales de la Sharía, que, en distintos grados y contextos, prescriben la pena de muerte para los actos sexuales consensuales entre personas del mismo sexo. |
| Uganda         | 2023  | Sí. Los actos sexuales consensuales entre personas del mismo sexo se castigan con la pena de muerte en casos de reincidencia, cuando una de las personas involucradas contrae una enfermedad terminal y cuando una de la spersonas involucradas sea una persona con discapacidad o edad avanzada, independiente de su capacidad para consentir. | El artículo 3 de la Ley contra la homosexualidad (2023) prescribe la pena de muerte por "homosexualidad agravada" en los casos en que la persona condenada sea reincidente, cuando "la persona contra la que se comete el delito contrae una enfermedad terminal". Según las definiciones de la ley, esta disposición podría aplicarse para imponer la pena capital si una de las personas involucradas contrae el VIH como resultado del acto sexual. Además, la pena de muerte podría aplicarse cuando una de las personas involucrados es una persona con discapacidad o de edad avanzada, independientemente de su capacidad de consentimiento.                                      |
| Yemen          | 1994  | Sí. El delito de liwat (sodomía) conlleva como máximo castigo la muerte por lapidación. | Según ILGA, el artículo 264 del Código Penal (1994) tipifica como delito el liwat (sodomía), que se define como "el contacto de un hombre con otro a través de su retaguardia" y determina que "es admisible el castigo con la pena de muerte por lapidación si se trata de personas casadas". |

| País                   | Año  | Pena de muerte     | Marco legal o explicación |
| ---------------------- | ---- | ------------------ | --- |
| Afganistán             | 2021 | Sin certeza legal. | De acuerdo al artículo 130 de la Constitución, los tribunales tienen la autoridad para imponer la pena de muerte por zina (adulterio), lo que podría interpretarse que incluye actos sexuales consentidos entre personas del mismo sexo. Desde de que los talibanes asumieron el poder en 2021, no existe un marco legal claro, sin embargo, se han documentado casos de aplicación de la pena de muerte por parte de los talibanes. |
| Catar                  | 2004 | Sin certeza legal. | El artículo 1 del Código Penal (2004) establece que los tribunales apliquen la Sharía para juzgar el delito de zina (adulterio, sexo extramatrimonial). Los tribunales podrían en teoría basarse en esta disposición para imponer la pena de muerte por actos sexuales consensuales entre personas del mismo sexo. En 2022, Catar declaró ante el Comité de Derechos Humanos de Naciones Unidas que la pena de muerte sólo estaba mandatada para delitos penales extremadamente graves, como los asesinatos y los delitos terroristas, y no para actos homosexuales. |
| Emiratos Árabes Unidos | 1987 | Sin certeza legal. | El artículo 354 del Código Penal Federal (1987) impone la pena de muerte para "quien haya utilizado la coacción para mantener relaciones sexuales con una mujer o la sodomía con un hombre". Según ILGA, esta redacción ha dado lugar a un amplio debate sobre si la disposición contra la sodomía debe interpretarse como una cláusula que abarca todo tipo de sodomía entre hombres. Además, los tribunales de la Sharía podrían potencialmente castigar con la muerte el delito de zina, que incluiría todos los actos sexuales entre personas del mismo sexo.    |
| Pakistán               | 1979 | Sin certeza legal. | Existiría la posibilidad, aunque cuestionada, de que la pena de muerte sea potencialmente aplicable a los actos sexuales entre personas del mismo sexo según el artículo 5 de la Ordenanza n.º VII sobre el Delito de Zina (1979), basada en la Sharía, que establece que los adultos que consientan y sean declarados culpables de zina pueden ser lapidados hasta la muerte. Según ILGA, algunos analistas han señalado que esto podría aplicarse a los actos sexuales consensuales entre personas del mismo sexo.                                                 |
| Somalia                | 2012 | Sin certeza legal. | Según el artículo 4 de la Constitución Provisional de Somalia (2012), la ley de la Sharía prevalece y tiene primacía incluso por encima de la constitución. La ley Sharía es aplicada por los tribunales en los casos penales, por lo cual, existe la posibilidad de que los tirbunales islámicos establezcan la pena de muerte por actos sexuales consensuales entre personas del mismo sexo. |

En Brunéi, el 3 de abril de 2019 entró en vigor la pena de muerte por lapidación para actos sexuales consensuales entre personas adultas del mismo sexo, bajo el artículo 82(1) del Código Penal basado en la ley de la Sharia adoptado por ley en 2014 e implementado en su totalidad en 2019. Sudán abolió la pena capital en 2020 en el marco de un plan de reformas para eliminar la sharia del código penal.
Respecto a Sudán, recientemente se ha sabido que la junta militar que gobierna ha derogado la pena capital y la administración de 100 latigazos de castigo, aún que mantienen la pena de cárcel de 7 años hasta cadena perpetua según la “ley de sodomía” vigente en el país desde 1991.

### Edad de consentimiento sexual

Igualdad legal sobre edad de consentimiento sexual entre personas del mismo sexo por país o territorio
Entre 1790 - 1829
Entre 1830 - 1839
Entre 1840 - 1859
Entre 1860 - 1869
Entre 1870 - 1879
Entre 1880 - 1889
Entre 1890 - 1929
Entre 1930 - 1939
Entre 1940 - 1949
Entre 1950 - 1959
Entre 1960 - 1969
Entre 1970 - 1979
Entre 1980 - 1989
Entre 1990 - 1999
Entre 2000 - 2009
Entre 2010 - 2019
Desde 2020–presente
Fecha desconocida de igualdad legal sobre edad de consentimiento para parejas de distinto o mismo sexo
Edad de consentimiento sexual siempre igual para parejas de distinto o mismo sexo
Edad de consentimiento sexual desigual entre personas del mismo sexo
Relaciones sexuales entre personas del mismo sexo son ilegales

Hasta abril de 2025, se identifican 112 países que establecen una edad de consentimiento igual para las relaciones sexuales consensuales entre personas del mismo sexo y para aquellas entre personas de distinto sexo, y 9 en los que existen edades de consentimiento desiguales (cinco en África, dos en América y dos en Asia).
Algunos países que no penalizan la homosexualidad establecen como forma discriminatoria una edad legal de consentimiento sexual mayor entre personas del mismo sexo. Estos países son: Bahamas (18), Baréin (21), Congo (21), Costa de Marfil (18), Indonesia (18), Madagascar (21), Níger (21), Paraguay (17) y Ruanda (18). Además de algunos estados de Estados Unidos (Alabama, Kansas y Texas) y los territorios británicos de ultramar: Anguila, Bermudas, Islas Caimán, Islas Turcas y Caicos, Islas Vírgenes Británicas y Montserrat.

## Legislación sobre uniones del mismo sexo

### Matrimonio
El matrimonio entre personas del mismo sexo se encuentra permitido en treinta y nueve países a nivel nacional (en todo su territorio), la mayoría de los países se ubican en América y Europa:
| - Alemania - Andorra - Argentina - Australia - Austria - Bélgica - Brasil - Canadá - Chile - Colombia - Costa Rica - Cuba - Dinamarca |  | - Ecuador - Eslovenia - Estonia - España - Estados Unidos (excepto SA y algunas jurisdicciones tribales) - Finlandia - Francia - Grecia - Irlanda - Islandia - Liechtenstein (en vigencia a partir del 1 de enero de 2025) - Luxemburgo - Malta - México |  | - Nepal - Noruega - Nueva Zelanda (excepto Islas Cook, Niue y Tokelau) - Países Bajos (excepto Sint Maarten) (Reciente sentencia del 16 de diciembre de 2022, obliga a que sea reconocido el matrimonio igualitario en los países del Caribe neerlandés. Pendiente de sentencia definitiva, recurso de apelación o modificación de la ley.) - Portugal - Reino Unido (excepto en 5 territorios de ultramar) - Sudáfrica - Suecia - Suiza - Tailandia (entrada en vigencia por determinar) - Taiwán - Uruguay |

Varios territorios dependientes han legalizado el matrimonio entre personas del mismo sexo:
- Dinamarca:  Groenlandia,  Islas Feroe.
- Estados Unidos: Territorios estadounidenses no incorporados:  Guam,  Islas Marianas del Norte,  Islas Vírgenes de los Estados Unidos,  Puerto Rico.
- Finlandia:  Åland.
- Francia:
  - Territorios Franceses de ultramar:  Nueva Caledonia,  Polinesia Francesa,  San Bartolomé,  San Martín,  San Pedro y Miquelón,  Tierras Australes Francesas.
  - Departamentos de ultramar:  Guadalupe,  Guayana Francesa,  Martinica,  Mayotte,  Reunión.
- Noruega:  Svalbard y Jan Mayen.
- Países Bajos:  Caribe Neerlandés ( Bonaire,  Saba,  San Eustaquio), Curazao  y Aruba .
- Reino Unido: 
  - Dependencias de la Corona:  Guernsey ( Alderney,  Sark),  Isla de Man y  Jersey.[59]
  - Territorios de ultramar:  Gibraltar,  Islas Malvinas,  Islas Pitcairn,  Santa Elena, Ascensión y Tristán de Acuña, la base de  Acrotiri y Dhekelia, y los territorios de las Islas Georgias del Sur y Sandwich del Sur, el Territorio Antártico Británico y el Territorio Británico del Océano Índico.[59]

En mayo de 2017, la Corte Constitucional de Taiwán dictaminó que las leyes actuales, que aseguran que el matrimonio es entre un hombre y una mujer, violan la Constitución. La sentencia da un plazo de dos años al Parlamento de la isla, para enmendar o promulgar nuevas leyes. Si la ley no se modifica antes del plazo, las parejas del mismo sexo podrán contraer matrimonio a partir de mayo de 2019. De la misma manera en diciembre del mismo año en Austria, el constitucional falló en abolir las leyes actuales porque violan el principio de igualdad. A partir del 1 de enero de 2019 obligarán a permitir contraer matrimonio a las parejas del mismo sexo si el parlamento no aprueba antes una ley que permita dichas uniones. En junio de 2018, Bermudas se convirtió en el primer territorio en derogar el matrimonio igualitario sustituyéndolo por una ley de uniones civiles; sin embargo, la Corte Suprema ha dictado en contra de la prohibición declarándola inconstitucional. El Gobierno apeló dicha resolución a la Corte de Apelaciones, la cual ratificó la decisión de la Corte Suprema en noviembre de 2018, volviendo a legalizar el matrimonio entre personas del mismo sexo. Sin embargo, en 2022 el Comité Judicial del Consejo Privado declaró la constitucionalidad de la ley y reinstauró la prohibición.
Existe un número de territorios donde el matrimonio igualitario no existe pero se reconoce, si se ha realizado en otra jurisdicción donde sí exista. Estos son: Estonia, Israel, así como el resto de países del Reino de los Países Bajos: Aruba, Curazao y Sint Maarten (el matrimonio ha de realizarse en los Países Bajos europeos o en el Caribe Neerlandés para que sea válido el reconocimiento (Reciente sentencia del 16 de diciembre de 2022, obliga a que sea reconocido el matrimonio igualitario en los países del Caribe neerlandés. Pendiente de sentencia definitiva, recurso de apelación o modificación de la ley.))
Los ciudadanos de la República de Eslovenia rechazaron en un referéndum en diciembre del 2015 un proyecto de ley aprobado por el parlamento en marzo que pretendía legalizar este derecho en ese país. Por la misma vía, por primera vez en la historia, en la República de Irlanda en mayo del 2015 se aprobó -con amplio respaldo- el matrimonio entre personas del mismo sexo mediante referéndum, por el cual, los ciudadanos dieron luz verde a la reforma constitucional que ésta necesitaba para su legalización. Entre el 12 de septiembre y el 7 de noviembre del 2017 ha tenido lugar en Australia una consulta postal no vinculante en el que la ciudadanía australiana ha dado luz verde al debate sobre el matrimonio entre personas del mismo sexo en el parlamento. La participación fue del 79,5% del censo (unas 16 millones de personas), y el 61,6% de los votos fueron afirmativos mientras que el 38,4% fueron negativos de cara a la legalización del mismo. Finalmente en diciembre del 2017 el parlamento ha aprobado el matrimonio entre personas del mismo sexo.
Por la misma vía de refrendar y consolidar este derecho mediante el sufragio universal -como es habitual en el país alpino-, los ciudadanos de Suiza, en febrero de 2016 rechazaron en referéndum la prohibición del matrimonio igualitario, por un estrechísimo margen de 50,8% de los votos, que fueron negativos a que se añadiese la reforma constitucional que estableciese que el matrimonio es "la unión entre un hombre y una mujer". En septiembre de 2021, finalmente se aprobó en Suiza el matrimonio entre personas del mismo sexo con el 64% de los votos favorables.

### Otras formas de unión
Algunos países ofrecen otras formas de protección legal a parejas del mismo sexo, a veces simultáneamente con el reconocimiento del matrimonio igualitario. El nombre legal de estas uniones, así como la cantidad de derechos que proporcionan, pueden variar considerablemente. Históricamente, estas formas de reconocimiento de uniones han sido alcanzados previamente al matrimonio entre personas del mismo sexo. En 1989, Dinamarca fue el primer país que legalizó el concubinato registrado de parejas del mismo sexo.
Países que no permiten el matrimonio entre personas del mismo sexo han autorizado a nivel nacional, como alternativa, las uniones civiles o uniones registradas para parejas del mismo sexo:
- Bolivia
- Chipre
- Croacia
- Hungría
- Israel
- Italia
- Letonia[69][70]
- Liechtenstein
- Mónaco
- Montenegro
- República Checa
- San Marino

Además varios Territorios dependientes han aprobado las uniones entre personas del mismo sexo:
- Países Bajos:  Aruba.

- Reino Unido:  Islas Caimán.

Algunos países ofrecen algunos derechos de convivencia para parejas del mismo sexo, sin ser registradas legalmente como unión. Estos son:  Bulgaria,  Camboya,  China,  Eslovaquia,  Lituania,  Japón (en algunas ciudades y prefecturas),  Perú,  Polonia y  Rumania.
Países donde el matrimonio igualitario es legal pero también ofrecen otra figura legal para reconocer a parejas del mismo sexo en todo su territorio son:  Argentina,  Australia,  Austria,  Bélgica,  Brasil,  Chile,  Colombia,  Costa Rica,  Cuba,  Ecuador,   Eslovenia,  España,  Estonia,  Francia,  Grecia,  Luxemburgo,  Malta,  Nueva Zelanda,  Países Bajos,  Portugal,  Reino Unido,  Sudáfrica,  Taiwán y  Uruguay.
Además, algunos países que aprobaron el matrimonio igualitario, en una parte de su territorio también tienen como alternativa la unión civil o uniones registradas:   Canadá ( Alberta,  Manitoba,  Nueva Escocia y  Quebec);
 México ( Campeche,  Ciudad de México,  Coahuila,  Michoacán,  Morelos,  Nayarit,  Tlaxcala y  Veracruz);  Estados Unidos ( California,  Colorado,  Hawái,  Illinois,  Maine,  Maryland,  Nevada,  Nueva Jersey,  Nueva York,  Oregón,  Washington y  Washington D. C.).
Y por último, varios países y territorios que han aprobado el matrimonio igualitario han derogado sus leyes de uniones civiles, no pudiendo las parejas acceder a formalizar nuevas uniones de este tipo. Estos son:  Alemania,  Andorra,  Dinamarca,  Estados Unidos ( Connecticut,  Delaware,  Nuevo Hampshire,  Rhode Island,  Vermont,  Wisconsin),  Finlandia,  Irlanda,  Islandia,  Noruega,  México ( Colima,  Jalisco),  Suecia y  Suiza.

### Prohibición del matrimonio

#### Distribución geográfica
- África
  -  Burundi (desde 2005)
  -  Burkina Faso (desde 1991)
  -  Kenia (desde 2010)
  -  Mali (desde 2023)
  -  República Centroafricana (desde 2016)
  -  República Democrática del Congo (desde 2005)
  -  Ruanda (desde 2003)
  -  Sudán del Sur (desde 2011)
  -  Uganda (desde 2005)
  -  Zimbabue (desde 2013)

- América
  -  Bolivia (desde 2009)
  -  Honduras (desde 2005)
  -  Jamaica (desde 1962)
  -  Paraguay (desde 1992)
  -  Reino Unido:
    -  Islas Caimán (desde 2009)
    -  Islas Turcas y Caicos (desde 2011)
    -  Montserrat (desde 2010)

  -  República Dominicana (desde 2010)
  -  Venezuela (desde 1999): la Constitución de 1999 blinda el «matrimonio entre un hombre y una mujer» (art. 77); en 2008, el Tribunal Supremo de Justicia —interpretando los artículos 21 (cardinal 1) y 77, en conjunción con los artículos 19, 20 y 22— indicó que no es inconstitucional el matrimonio entre personas del mismo sexo, pero no ordenó ningún cambio, indicando que era cuestión de reserva legal, por lo que debía ser reglamentado por el legislador.[73]

- Asia
  -  Armenia (desde 2015)
  -  Camboya (desde 1993)
  -  Georgia (desde 2018)
  -  Kirguistán (desde 2016)
  -  Mongolia (desde 1992)

- Europa
  -  Bielorrusia (desde 2012)
  -  Bulgaria (desde 1991)
  -  Croacia (desde 2013)
  -  Eslovaquia (desde 2014)
  -  Hungría (desde 2012)
  -  Letonia (desde 2006)
  -  Lituania (desde 1992)
  -  Montenegro (desde 2007)
  -  Moldavia (desde 1994)
  -  Polonia (desde 1997)
  -  Rusia (desde 2020)
  -  Serbia (desde 2006)
  -  Ucrania (desde 1996)

- Oceanía
  -  Palaos (desde 2008)
  -  Tuvalu (desde 2023)

#### Procesos de prohibición pendientes
- Haití: en agosto de 2017, el Senado haitiano aprobó un proyecto de ley que prohibiría el matrimonio entre personas del mismo sexo y criminalizaría a cualquier persona que ingresara o facilitara un matrimonio entre personas del mismo sexo.[74] Debe ser aprobado por la Cámara de Diputados y firmado por el presidente antes de que se convierta en ley, pero a partir de 2019, la medida no ha avanzado más a través del proceso legislativo.[75]
- Panamá: el 28 de octubre de 2019 se presentó una iniciativa para elevar a rango constitucional el Matrimonio entre un hombre y una mujer y así prohibir cualquier tipo de uniones entre personas del mismo sexo, “Me reuní este fin de semana con el grupo más grande de pastores evangélicos que existen en Panamá y están muy complacidos con nosotros”, dijo el diputado oficialista Jairo Salazar impulsor de dicha iniciativa, cabe mencionar que al igual que Guatemala, Panamá se encuentra dentro de la CIDH lo cual la iniciativa podría ser rechazada en 2020 ya que la Corte Suprema de Justicia está aún resolviendo recursos presentados por dos panameños para que sus matrimonios con parejas del mismo sexo sean reconocidos como legales.[76]

## Adopción homoparental
La discriminación sexual jurídica puede presentarse en dos modalidades, una represiva que pone ciertas prácticas o conductas sexuales y otra denegatoria que niega ciertos derechos. La homosexualidad ha sido despenalizada en algunos países occidentales pero en la mayoría aún se les niega el derecho al matrimonio y la adopción.

En lo que respecta a la regulación dentro del derecho civil, la adopción homoparental consiste en que un niño pueda ser adoptado, y así, legalmente sea hijo de los dos miembros de una pareja compuesta por dos personas del mismo sexo.
Croacia e Israel no tienen una figura jurídica como lo es el matrimonio igualitario, pero permiten la adopción conjunta, mientras que Ecuador al tener legalizado el matrimonio igualitario sigue sin la posibilidad de acceder a la adopción conjunta.
Los siguientes treinta y cinco países permiten la adopción homoparental conjunta plena en todo su territorio:
- 1  Países Bajos (2001)[78] (Válido en todo el territorio excepto en: Aruba, Curazao y Sint Maarten):
  -  Caribe Neerlandés (2012) Los certificados de matrimonio (y por ende adopciones) tramitados en Países Bajos son reconocidos en Aruba (2012), Curazao (2012) y Sint Maarten (2012). Sin embargo, estas jurisdicciones no autorizan ni el matrimonio ni la adopción, solo se limitan a reconocerlos por mandato de la Suprema Corte del Reino de los Países Bajos.

- 2  Sudáfrica (2002)[79]

- 3  Suecia (2003)[80]

- 4  Canadá (A nivel nacional desde 2005)[81]

- 5  España (2005)[82]

- 6  Bélgica (2006)[83]

- 7  Islandia (2006)[84]

- 8  Israel (2008)[85][86]

- 9  Noruega (2009):[87]
  -  Svalbard y Jan Mayen (2009)

- 10  Dinamarca (2009):[88]
  -  Groenlandia (2016)[89]
  -  Islas Feroe (2017)[90]

- 11  Uruguay (2009)[91]

- 12  Argentina (2010)[92]

- 13  Brasil (2010)[93]

- 14  Reino Unido (A nivel nacional desde 2013)[94][95][96] (Válido en todo el territorio excepto en: Anguila, Islas Turcas y Caicos, Islas Vírgenes Británicas y Montserrat):
  -  Isla de Man (2012)
  -  Jersey (2012)
  -  Gibraltar (2014)
  -  Bermudas (2015)
  -  Islas Pitcairn (2015)
  -  Guernsey (2017)
  -  Islas Malvinas (2017)
  -  Santa Elena, Ascensión y Tristán de Acuña (2017)
  -  Islas Caimán (2020)

- 15  Francia (2013):[97]
  - Territorios Franceses:  Nueva Caledonia,  Polinesia Francesa,  San Bartolomé,  San Martín,  San Pedro y Miquelón,  Tierras Australes Francesas (2013)
  - Departamentos de Ultramar:  Guadalupe,  Guayana Francesa,  Martinica,  Mayotte,  Reunión (2013)

- 16  Austria (2013)[98]

- 17  Nueva Zelanda (2013)[99] (Válido en todo el territorio excepto en: Islas Cook, Niue y Tokelau)

- 18 Malta (2014)[100]

- 19  Andorra (2014)[101]

- 20  Luxemburgo (2015)[102]

- 21  Colombia (2015)[103]

- 22  Irlanda (2016)[104]

- 23  Portugal (2016)[105]

- 24  Alemania (2017)[106]

- 25  Finlandia (2017):[107]
  -  Åland (2017)

- 26  Estados Unidos (A nivel nacional desde 2017)[108][109][110][111] (Válido en todo el territorio excepto en Samoa Americana):
  -  Guam (2015)
  -  Islas Marianas del Norte (2015)
  -  Islas Vírgenes de los Estados Unidos (2015)
  -  Puerto Rico (2015)[112]

- 27  Australia (A nivel nacional desde 2018):[113]
  -  Isla Navidad (2002)
  -  Isla Cocos (2002)
  -  Isla Norfolk (2010)

- 28  Costa Rica (2020)[114]

- 29  Croacia (2021)[115]

- 30  Chile (2022)[116]

- 31  Suiza (2022)[117]

- 32  Eslovenia (2022)[118]

- 33  Cuba (2022)[119]

- 34  Taiwán(2023)[120]

- 35  Liechtenstein (2023)[121][122]

- 36  México (Válido en Ciudad Capital-18/31 estados):
  - CDMX (2010);[123]
  - Estados: Coahuila (2014);[124] Jalisco (2016); Campeche (2016);[125] Colima (2016);[126] Michoacán (2016)[127] Morelos (2016);[128] Veracruz (2016); Baja California (2017); Chihuahua (2017); Querétaro (2017); Puebla (2018); Chiapas (2018); Nayarit (2019); Aguascalientes (2019); Hidalgo (2019); Nuevo León (2019); San Luis Potosí (2019)

- 37  Estonia (2024)

- 38  Grecia (2024)

Los siguientes países permiten la adopción por parte de una persona LGBT del hijo biológico y/o adoptado del cónyuge (unido en unión civil o matrimonio):
- Bolivia (2023). Sólo se permite la adopción conjunta dentro de una unión registrada. El matrimonio entre peronsas del mismo sexo no está permitido.

- San Marino (2018)[129]

Además algunos países reconocen la adopción del hijo del cónyuge pero sin una ley clara y que requiere ir ante tribunales, por lo que realmente son fallos a favor que requieren mucho tiempo en ser resueltos.
- Italia: Ninguna ley permite la adopción del hijo de uno de los cónyuges, pero ha habido una importante actividad judicial en este aspecto en los últimos años. En 2016, se resolvieron favorablemente los casos de adopción de la hija biológica de una cónyuge lesbiana y otro caso de un segundo padre mediante subrogación. En septiembre de 2018, el Tribunal de Apelación de Bolonia también confirmó una orden de adopción otorgada en los Estados Unidos sobre la base de que ello redundaba en el interés superior del niño, por lo que aún se requiere ir a estancias judiciales al no haber una ley clara.
- República Checa: En junio de 2016, el Tribunal Constitucional dictaminó que las personas que viven en uniones registradas (independientemente de su género) no deberían tener impedimentos para adoptar niños como individuos. Sin embargo, la adopción conjunta y la adopción del hijo del cónyuge por parte de parejas del mismo sexo siguen siendo ilegales hasta la fecha.
- Tailandia: En julio de 2020, el gabinete tailandés aprobó un proyecto de ley sobre las uniones civiles entre personas del mismo sexo, que será examinado por el parlamento. El proyecto de ley contiene disposiciones que permiten la adopción conjunta y la adopción del hijo de uno de los cónyuges por parejas del mismo sexo.

## Identidad y expresión de género
Los Principios de Yogyakarta definen la identidad de género como “la  vivencia  interna  e  individual  del  género  tal  como  cada  persona  la  siente  profundamente,  la  cual  podría  corresponder,  o  no,  con  el  sexo  asignado  al  momento  del  nacimiento,  incluyendo  la  vivencia  personal  del  cuerpo  (que  podría  involucrar  la  modificación  de  la  apariencia  o  la  función  corporal  a  través  de  medios  médicos,  quirúrgicos  o  de  otra  índole,  siempre  que  la  misma  sea  libremente escogida) y otras expresiones de género, incluyendo la vestimenta, el modo de hablar y los modales”.
El grado de reconocimiento legal proporcionado a las personas transgénero varía ampliamente en todo el mundo. A marzo de 2022, solo seis países a nivel mundial ofrecen protección constitucional contra la discriminación basada en la identidad de género y/o expresión de género. Estos son: Bolivia, Cuba, Ecuador, Fiyi, Malta y Nepal.

### Criminalización
De acuerdo al Informe de Mapeo Legal Trans 2019 publicado por la Asociación Internacional de Lesbianas, Gays, Bisexuales, Trans e Intersex (ILGA), solo en unos pocos países las personas trans son criminalizadas de manera explícita, ya sea a través de alguna normativa, ley religiosa o edicto, y se las clasifica fácilmente como “leyes de cross-dressing”, las cuales prohíben “que una persona masculina se haga pasar por mujer” o viceversa. Este es el caso en los siguientes trece países: Brunéi, Gambia, Indonesia, Jordania, el Líbano, Malaui, Malasia, Nigeria, Omán, Sudán del Sur, Tonga, y los Emiratos Árabes Unidos. En tanto, aunque el Código Penal Islámico de Irán está redactado con una leve ambigüedad en este aspecto, su impacto no es menos severo en las personas que transgreden las normas de género con su expresión de género. En esos estados, el reconocimiento legal de género tampoco se encuentra disponible, lo cual pone a las personas trans, o a aquellos que se perciben como tal, en riesgo de ser arrestadas o procesadas.
En varios países de todos los continentes las personas trans son hostigadas de manera arbitraria bajo un abanico de leyes, como la molestia pública, la indecencia, las buenas costumbres y la moralidad, los delitos de estupefacientes, la vagancia, el merodeo, la mendicidad, la usurpación de identidad, y los delitos relacionados con el trabajo sexual. Las leyes que prohíben las relaciones sexuales con personas del mismo género también se utilizan para arrestar y hostigar a las personas transgénero y las personas no conformes con su género, independientemente de que la identidad de género no tenga correlación directa con la orientación sexual, tal y como Human Rights Watch ha reportado en Malaui, Uganda y Tanzania.

### Reconocimiento legal de la identidad de género
Son varios los países que permiten a las personas  trans  y  las  personas  género-diversas  modificar  sus  nombres  y/o  sus  marcadores  de  sexo/género  en  sus  documentos  de  identidad, mediante leyes, decretos, procedimientos administrativos, o una acción judicial.
La  mayoría  de  los  países  que  permiten  el  cambio  de  marcador  de  género o sexo registral lo  hacen cuando se han cumplido ciertas condiciones, que pueden incluir requisitos  médicos como la cirugía de reasignación de sexo, la esterilización forzada, terapia de sustitución hormonal y la evaluación psiquiátrica, prolongados períodos de espera o reflexión, el divorcio cuando la  persona  solicitante  esté  casada, o no tener hijos dependientes. Casi todos los países, incluso aquellos sin requisitos médicos prohibitivos, requieren que la persona sea mayor de una edad legal específica. A nivel mundial, la mayoría de las jurisdicciones legales reconocen las identidades de género tradicionales, los roles sociales, las características asociadas a los dos sexos (hombre y mujer), pero tienden a excluir cualquier otra identidad y expresión de género. Sin embargo, hay algunos países que reconocen, por ley, un tercer género.
| Continente | Sin reconocimiento | Cambio de sexo/género legal en documentos de identidad | Protección constitucional contra la discriminación | Reconocimiento de género no binario/tercer sexo                                                                     |
| ---------- | --- | --- | -------------------------------------------------- | --- |
| África     | Angola, Argelia, Benín, Burkina Faso, Burundi, Cabo Verde, Camerún, Chad, Comoras, Costa de Marfil, Egipto, Eritrea, Etiopía, Gabón, Gambia, Ghana, Guinea, Guinea-Bisáu, Guinea Ecuatorial, Kenia, Lesoto, Liberia, Libia, Madagascar, Malaui, Mali, Marruecos, Mauricio, Mauritania, Mozambique, Níger, Nigeria, República Centroafricana, República del Congo, República Democrática del Congo, Ruanda, Santo Tomé y Príncipe, Senegal, Seychelles, Sierra Leona, Somalia, Suazilandia, Sudán, Sudán del Sur, Tanzania, Togo, Túnez, Uganda, Yibuti, Zambia, Zimbabue. | Requisitos prohibitivos: Botsuana, Namibia, Sudáfrica. |                                                    | Kenia (solo intersex), Marruecos (solo intersex).                                                                   |
| América    | América del Norte: Estados Unidos (2 estados).América Central y el Caribe: Antigua y Barbuda, Bahamas, Barbados, Belice, Dominica, Granada, Guatemala, Guyana, Haití, Honduras, Jamaica, Nicaragua, República Dominicana, San Cristóbal y Nieves, San Vicente y las Granadinas, Santa Lucía, Trinidad y Tobago. América del Sur: Guyana, Paraguay, Venezuela. | Autodeterminación del género: Argentina, Brasil, Canadá, Chile, Colombia, Costa Rica, Ecuador, Estados Unidos (11 estados; a nivel federal solo en pasaportes), México (20 estados), Uruguay.Requisitos prohibitivos: Bolivia, Cuba, El Salvador, Estados Unidos (37 estados), México (12 estados), Panamá, Perú, Surinam. | Bolivia, Cuba, Ecuador                             | Argentina, Brasil, Canadá, Chile, Colombia, Costa Rica (pasaporte), Estados Unidos (pasaporte), México (4 estados). |
| Asia       | Afganistán, Arabia Saudita, Baréin, Brunéi, Camboya, Catar, Corea del Norte, Emiratos Árabes Unidos, Filipinas, Irak, Kuwait, Laos, Maldivas, Birmania, Omán, Siria, Tailandia, Timor Oriental, Turkmenistán, Uzbekistán, Yemen | Autodeterminación del género: Pakistán Requisitos prohibitivos: Bután, China, Corea del Sur, Hong Kong, India, Indonesia, Irán, Israel, Japón, Jordania, Kazajistán, Kirguistán, Líbano, Malasia, Mongolia, Nepal, Singapur, Sri Lanka, Taiwán, Tayikistán, Vietnam | Nepal                                              | Bangladés, India, Nepal, Pakistán                                                                                   |
| Europa     | Albania, Armenia, Azerbaiyán, Bulgaria, Georgia, Hungría, Mónaco, Macedonia del Norte, Rusia, San Marino. | Autodeterminación del género: Alemania, Bélgica, Dinamarca, España, Finlandia, Islandia, Irlanda, Luxemburgo, Malta, Noruega, Portugal, Suiza.Requisitos prohibitivos: Andorra, Austria, Bielorrusia, Bosnia y Herzegovina, Croacia, Chipre, Eslovaquia, Eslovenia, Estonia, Francia, Grecia, Italia, Kosovo, Letonia, Liechtenstein, Lituania, Moldavia, Montenegro, Países Bajos, Polonia, Reino Unido, República Checa, Rumania, Serbia, Suecia, Turquía, Ucrania. | Malta                                              | Alemania (solo intersex), Dinamarca (pasaporte), Islandia, Malta, Países Bajos (pasaporte)                          |
| Oceanía    | Estados Federados de Micronesia, Fiyi, Islas Marshall, Islas Salomón, Kiribati, Nauru, Palaos, Papúa Nueva Guinea, Samoa, Tonga, Vanuatu, Tuvalu. | Australia (requisitos varios), Nueva Zelanda (autodeterminación del género). | Fiyi                                               | Australia, Nueva Zelanda                                                                                            |

## Terapias de reorientación sexual
A continuación, países que han promulgado prohibiciones contra las “terapias de conversión” o de reorientación sexual por medio de una ley, ya sea civil o penal, u otros tipos de instrumentos legales. 
En todo su territorio:
- Alemania (2020) en menores de edad[153][154]
- Brasil (1999)[155] A partir de 2018 también se prohibió las terapias contra la transexualidad.
- Canadá (2022)[156]
- Ecuador (2014)[157]
- Francia (2022)[158]
- Grecia (2022) en menores de edad[159]
- Malta (2016)[160][161]
- Nueva Zelanda (2022)[162]
- Vietnam (2022)[163]
- España (2023)[164]
- Chipre (2023)
- Islandia (2023)
- Bélgica (2023)
- Noruega (2023)
- Portugal (2024)
- México (2024)[165]Además también existen prohibiciones locales en vigor.

En parte de su territorio:
- Australia:  Queensland (2020),  Territorio de la Capital Australiana (2021),  Victoria (2021).[166]

- Estados Unidos (solo en 20 estados, además de Washington D. C. y Puerto Rico):  California (2013),  Colorado (2019),  Connecticut (2017),  Delaware (2018),  Hawái (2018),  Illinois (2016),  Maine (2019),  Maryland (2018),  Massachusetts (2019),  Nevada (2018),  Nuevo Hampshire (2019),  Nueva Jersey (2013),  Nueva York (2019),  Nuevo México (2017),  Oregón (2015),  Puerto Rico (2019),  Rhode Island (2017),  Utah (2019),  Vermont (2016),  Virginia (2020),  Washington (2018),  Washington D. C. (2015). Varios condados y ciudades también han promulgado prohibiciones locales.[cita requerida]
- México:  Ciudad de México (2020),[167]  Estado de México (2020),[168]  Oaxaca (2021),[169]  Baja California Sur (2021),[170]  Zacatecas (2021),[171]  Yucatán (2021),[172]  Tlaxcala (2021),[173]  Colima (2021),[174]  Jalisco (2022),[175]  Baja California (2022),[176]  Hidalgo (2022),[177]  Sonora (2022),[178]  Nuevo León (2022),[179]  Puebla (2022),[180]  Querétaro (2022),[181]  Sinaloa (2023),[182]  Morelos (2023),[183]  Quintana Roo (2023),[184]  Guerrero (2024)[185]

Además, se incluyen algunos países que no han promulgado prohibiciones explícitas sobre "terapias de conversión" pero que han prohibido los diagnósticos de salud mental basados exclusivamente en la orientación sexual. A pesar de que estas leyes no prohíben estas “terapias” explícitamente, estas solo aplican a los profesionales de la salud registrados que administren algunos de estos tipos de “terapias”. Estos son:
- Argentina (2010)[186]
- Chile (2021)[187]
- Fiyi (2010)[188]
- Nauru (2016)[189]
- Paraguay (2022)[190]
- Samoa (2007)[191]
- Uruguay (2017)[192]

Países con prohibición de facto:
- Albania (2020): La Orden de Psicólogos de la República de Albania prohíbe a sus miembros la práctica de cualquier procedimiento encaminado a intentar cambiar la orientación sexual o la identidad de género, ya sea en menores de edad o en adultos. La resolución implica a todos los profesionales de esta disciplina en el país, que se arriesgarán a perder su licencia si infringen la directiva.[193][194]
- Israel (2022): En febrero de 2022, el Ministerio de Salud de Israel prohibió que psicólogos y profesionales con licencia ofrezcan, publiciten y proporcionen terapias de conversión que buscan cambiar la identidad de género o la orientación sexual de una persona. La directiva establece que aquellos que las sigan realizando se arriesgan a recibir sanciones que incluyen procesos disciplinarios y revocaciones de licencia para seguir ejerciendo profesionalmente.[195]
- Suiza (2016): El Consejo Federal Suizo escribió en respuesta a una interpelación parlamentaria que, en su opinión, las terapias de conversión son "ineficaces y causan un sufrimiento significativo a los jóvenes sujetos a ellas", y constituirían una violación de los deberes profesionales por parte de cualquier profesional de atención que los realice. Como tal, en opinión del Gobierno, cualquier profesional de la atención médica que realice tales terapias puede ser sancionado por las autoridades cantonales.[196]
- Taiwán (2018): El Ministerio de Salud y Bienestar emitió un anuncio público indicando que, las personas y las organizaciones que administraran estas “terapias” podrían ser responsables de un delito en virtud de la Ley de Bienestar de la Infancia y la Juventud o el Código Penal.[197]

En China, varias decisiones judiciales han fallado a favor de las víctimas de “terapias de conversión”, aunque no ha habido una prohibición legislativa contra tales prácticas.[cita requerida]